# Santana do Ipanema (microregio)
Santana do Ipanema is een van de dertien microregio's van de Braziliaanse deelstaat Alagoas. Zij ligt in de mesoregio Sertão Alagoano en grenst aan de deelstaat Pernambuco in het noorden en noordoosten, de mesoregio Agreste Alagoano in het noordoosten, de microregio Batalha in het oosten, de deelstaat Sergipe in het zuiden en de microregio's Alagoana do Sertão do São Francisco in het zuidwesten en Serrana do Sertão Alagoano in het noordwesten. De microregio heeft een oppervlakte van ca. 3066 km². Midden 2004 werd het inwoneraantal geschat op 174.068.
Tien gemeenten behoren tot deze microregio:
- Carneiros
- Dois Riachos
- Maravilha
- Ouro Branco
- Palestina
- Pão de Açúcar
- Poço das Trincheiras
- Santana do Ipanema
- São José da Tapera
- Senador Rui Palmeira

Mesoregio's: Agreste Alagoano · Leste Alagoano · Sertão Alagoano

Microregio's: Alagoana do Sertão do São Francisco · Arapiraca · Batalha · Litoral Norte Alagoano · Maceió · Mata Alagoana · Palmeira dos Índios · Penedo · São Miguel dos Campos · Santana do Ipanema · Serrana do Sertão Alagoano · Serrana dos Quilombos · Traipu